# Horch 17-45 PS
La Horch 17/45 PS Typ H era un'autovettura prodotta dal 1910 al 1919 dalla Casa automobilistica tedesca Horch.

## Storia e profilo
Introdotta nel 1910 in sostituzione della 23/40 PS, la 17/45 PS, nota anche come Typ H, era un'autovettura non molto innovativa, salvo il fatto che rispetto al modello predecessore montava un motore di cilindrata ridotta ma dalle maggiori prestazioni. La vettura montava un 4 cilindri biblocco in linea da 4240 cm³ con testata fissa (quella che i tedeschi chiamano sackzylinder). L'alimentazione era affidata ad un carburatore Horch e l'accensione era ancora a magnete, senza batteria. Tale motore erogava una potenza massima di 45 CV. La trasmissione era a giunto cardanico, con cambio a 4 marce.

Quanto all'autotelaio, esso era in lamiera d'acciaio, ripiegato posteriormente verso l'alto: le sospensioni erano ad assale rigido e molle a balestra su entrambi gli assi, mentre l'impianto frenante era a ganascia sulle ruote posteriori più una ganascia supplementare sull'albero di trasmissione. Sempre per quanto riguarda il telaio, esso era disponibile in quattro varianti di passo: 3.25, 3.28, 3.40 e 3.725 m, cosicché la massa dello stesso telaio nudo poteva variare considerevolmente, tra i 12 ed i 16 quintali. La vettura poteva essere carrozzata come phaeton, limousine o landaulet. Va da sé che le prestazioni velocistiche potevano variare notevolmente a seconda del tipo di telaio e della carrozzeria montata. Infatti la velocità massima era compresa tra i 70 ed i 90 km/h. 

La 17/45 PS fu prodotta in 215 esemplari fino al 1919: il suo posto verrà preso dalla 18/50 PS, già in produzione dal 1913, a cui successivamente si affiancherà l'effimera 15/45 PS, la cui commercializzazione durerà solo un anno.